# (463368) 2012 VU85
(463368) 2012 VU85, também escrito como (463368) 2012 VU85, é um corpo celeste que é classificado como um centauro. Ele possui uma magnitude absoluta de 7,2,3 e tem um diâmetro estimado de cerca de 160 km.

## Descoberta
(463368) 2012 VU85 foi descoberto no dia 14 de novembro de 2012 pelos astrônomos K. Cernis, e R. P. Boyle.

## Órbita
A órbita de (463368) 2012 VU85 tem uma excentricidade de 0,313 e possui um semieixo maior de 29,333 UA. O seu periélio leva o mesmo a uma distância de 20,154 UA em relação ao Sol e seu afélio a 38,513 UA.